# Adrastea (satélite)
Adrastea es el segundo satélite de Júpiter en orden de distancia al planeta y es el más pequeño de los cuatro satélites interiores. Fue descubierto en las fotografías tomadas por la sonda espacial Voyager 2 en 1979, y posteriormente, en 1983, tomó oficialmente el nombre de la mítica Adrastea, hija de Meliseo y de Ananké.
Este satélite pertenece al Grupo de Amaltea de pequeñas lunas jovianas y se encuentra dentro del anillo planetario de Júpiter. Su órbita se encuentra dentro de la distancia orbital síncrona del planeta, por lo que las fuerzas de marea causan un lento descenso en su altura orbital.

## Descubrimiento y observaciones

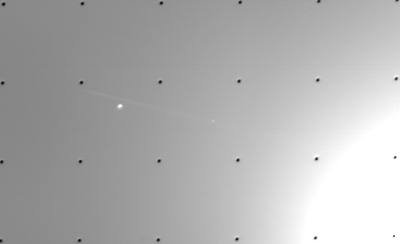
Descubrimiento de Adrastea, tomado el por la sonda Voyager 2. Adrastea es el punto justo en el medio, continuando la línea de los anillos Jovianos.

Adrastea fue descubierto por David C. Jewitt y G. Edward Danielson en las fotografías de la sonda Voyager 2 tomadas el 8 de julio de 1979, y recibió su designación S/1979 J 1 tras la publicación del descubrimiento en la revista Science (vol. 206, p. 951, 23 de noviembre de 1979). Aunque aparece solo como un punto, fue el primer satélite en ser descubierto por una nave interplanetaria. Prontamente, después de su descubrimiento, otros dos de los satélites interiores de Júpiter (Tebe y Metis) fueron observados en las imágenes tomadas unas pocas semanas antes por la sonda Voyager 1. La nave Galileo se habilitó para determinar la forma del satélite en 1998, pero las imágenes capturadas fueron pobres. En 1983, Adrastea fue oficialmente nombrado en honor a la ninfa griega Adrastea, la hija de Meliseo y su amante Ananké.

## Características físicas
Adrastea tiene una forma irregular con unas medidas de 20 × 16 × 14 km. Esto hace que Adrastea sea el más pequeño de los cuatro satélites interiores. La composición y masa de Adrastea no son conocidos, pero asumiendo que su densidad media es como la de Amaltea, (alrededor de 0.86 g/cm³) su masa puede ser estimada en cerca de 2 ×1015 kg. La densidad de Amaltea implica que el satélite está compuesto de agua en forma de hielo con una porosidad de un 10 a 15 por ciento, y Adrastea puede ser muy similar.
No hay detalles de la superficie conocidos, dada la baja resolución de las imágenes disponibles.

## Órbita
Adrastea es el segundo satélite más cercano a Júpiter y el menor de los cuatro satélites interiores que componen el grupo de Amaltea. Órbita a Júpiter en un radio cercano a 129 000 km (1.806 radios de Júpiter) en el lado exterior del anillo principal.Adrastea es sólo uno de los tres satélites en el sistema solar conocido por orbitar su planeta en menos tiempo que lo que dura el día del planeta, los otros dos, son Metis, y Fobos satélite de Marte. La órbita tiene una pequeña excentricidad de 0.0018 y una inclinación de aproximadamente 0.03°. La inclinación es relativa al ecuador de Júpiter.
Dado el Acoplamiento de marea, Adrastea rota sincrónicamente con su período orbital, manteniendo una cara siempre mirando hacia el planeta. Su eje más largo está alineado hacia Júpiter, siendo esta, la configuración de menor energía.

## Relación con los anillos de Júpiter

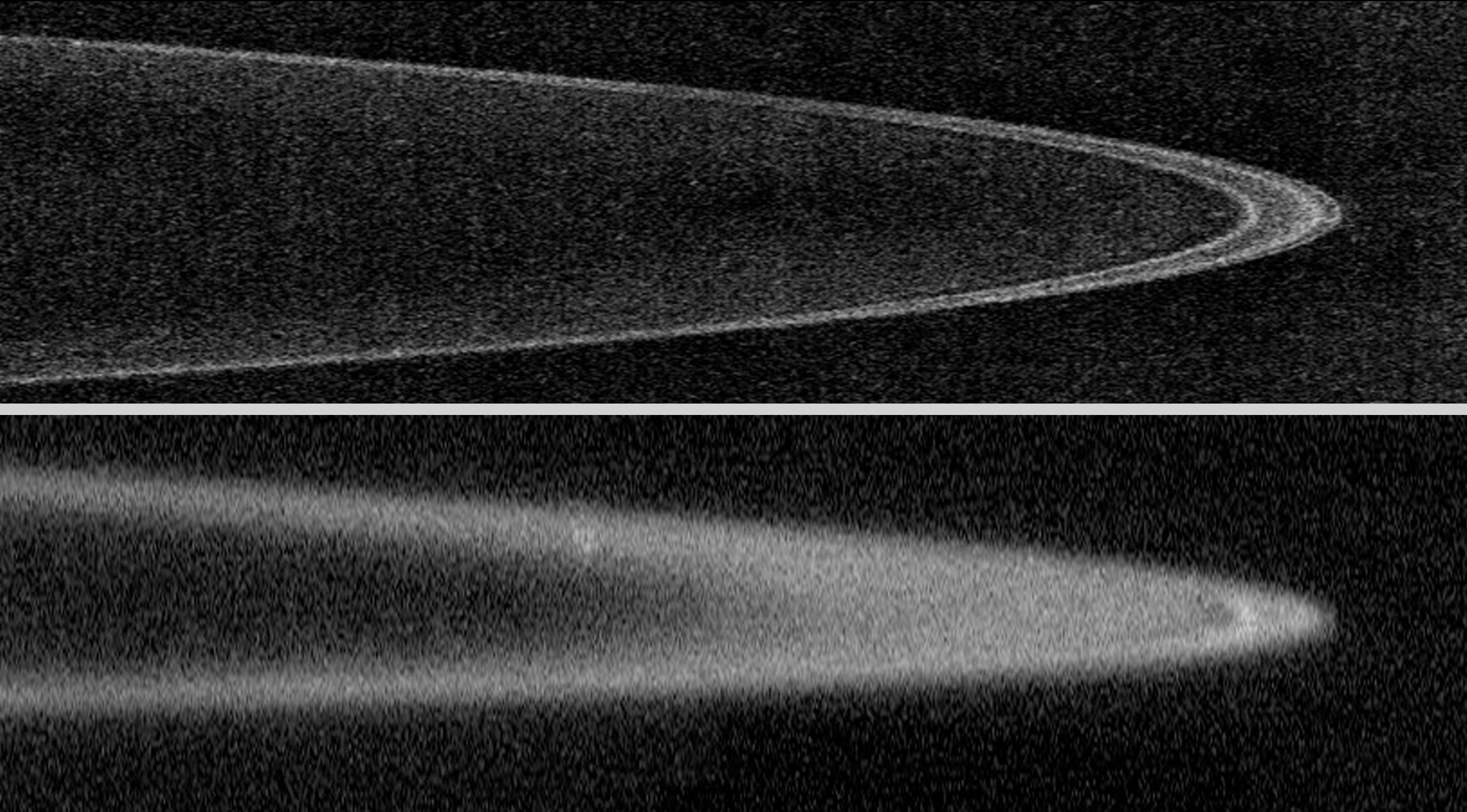
Imágenes del anillo principal de Júpiter obtenidas por la sonda New Horizons. Arriba en retrodispersión y abajo en dispersión. Un débil anillo exterior, justo fuera de la órbita de Adrastea. Un hueco entre las órbitas de Metis y Adrastea es claramente visible. Metis está justo dentro del brillo exterior (~1000 km) como parte del anillo.

Adrastea es el más grande contribuyente del material en los anillos de Júpiter. Este material parece consistir principalmente de parte de la superficie de los cuatro satélites interiores de Júpiter, que es eyectado por los impactos de meteoritos, y fácilmente se pierde en el espacio. Esta pérdida se produce, por la baja densidad de los satélites, lo que hace que su superficie se encuentre muy cerca del borde de su Esfera de Hill y no permite que el material vuelva al satélite.
Al parecer, Adrastea es la fuente más copiosa del material de este anillo. Esto es evidenciado por la alta densidad del anillo en la cercanía de la órbita de Adrastea. Más precisamente, la órbita de Adrastea se acerca más a la orilla exterior del anillo principal de Júpiter. La exacta extensión del material visible del anillo depende del ángulo de fase de las imágenes: en la dispersión de la luz, Adrastea está claramente fuera del anillo principal, pero en la retrodispersión de la luz (la cual revela partículas mucho más grandes) aparece también un pequeño anillo fuera de la órbita de Adrastea.